# Prince Henry Heights
Prince Henry Heights är en del av en befolkad plats i Australien. Den ligger i kommunen Toowoomba och delstaten Queensland, omkring 100 kilometer väster om delstatshuvudstaden Brisbane. Antalet invånare är 512.
Runt Prince Henry Heights är det glesbefolkat, med 10 invånare per kvadratkilometer.. Närmaste större samhälle är Toowoomba, nära Prince Henry Heights. 
I omgivningarna runt Prince Henry Heights växer huvudsakligen savannskog. Genomsnittlig årsnederbörd är 1 104 millimeter. Den regnigaste månaden är januari, med i genomsnitt 229 mm nederbörd, och den torraste är augusti, med 34 mm nederbörd.